# Hamal (Adelsgeschlecht)
Das Haus Hamal war eine Familie des niederländisch-belgischen Adels, das seit dem Beginn des 13. Jahrhunderts bezeugt ist. Die Hauptlinie der Familie starb Anfang des 16. Jahrhunderts aus. Wichtiger als diese ist jedoch eine Nebenlinie, die sich bereits im 14. Jahrhundert abspaltete und im 15. Jahrhundert die Herrschaft Trazegnies erbte, die 1614 zur Markgrafschaft erhoben wurde; diese Familie existiert noch heute. Von dieser Nebenlinie wiederum spaltete sich kurz nach dem Erwerb von Trazegnies eine weitere Linie ab, die 1652 den Titel eines Reichsgrafen von Hamal erhielt, der aber mangels männlicher Nachkommen nicht vererbt werden konnte, allerdings in der näheren Verwandtschaft bald durch den Titel eines Comte de Hamal ersetzt wurde, der dann 1816 in den Niederlanden auch offizielle Anerkennung fand; diese Linie starb 1941 aus.

## Stammliste (Auszug)

### Die Herren von Hamal und Elderen
1. Wilhelm der Reiche van Hamal, um 1200
  1. Daniel, † 1254, Herr zu Hamal, Elderen und Villers
    1. Wilhelm, † 1279, Herr zu Hamal und ‘s-Heerenelderen
      1. Daniel, † 1289, Herr zu Hamal
        1. Eustach der Jüngere, † 1282
          1. Wilhelm, † 1313, Herr zu Hamal
            1. Johann, † 1386, Herr zu Hamal, Grevenbroeck und Vogelsanck
              1. Wilhelm, X 1371
              2. Marie, † vor 1418, Erbin von Hamal; ⚭ Konrad, Herr zu Alfter, Erbmarschall von Köln, 1360/1411 bezeugt
              3. Elisabeth, Erbin von Vogelsanck, Houthalem und Zolder; ⚭ Engelbert I. von der Mark, 1329/62 bezeugt (Haus Mark)

        2. Ludwig, † 1300 – Nachkommen

      2. Eustache, 1269/81 bezeugt – Nachkommen, † nach 1539
      3. Wilhelm, Herr zu ‘s-Heerenelderen
        1. Gilles, † 1354, zu Elderen etc.
          1. Wilhelm, † 1400, zu Elderen etc.
            1. Arnold von Hamal, † 1456, zu Elderen und Warfusée; ⚭ Anne de Trazegnies, † vor 1465, in Trazegnies etc., Erbtochter von Anselme
              1. Wilhelm von Hamal, † 1497, zu Elderen
                1. Maria Magdalena, † nach 1559, Erbin von Elderen etc.; ⚭ (1m) Adolf von der Mark in Arenberg, † vor 1485 (Haus Arenberg); ⚭ (2m) Guillaume II. de Croy, Duque de Soria y de Archi etc., † 1521, Ritter des Ordens vom Goldenen Vlies (Haus Croy)

              2. Anselme de Trazegnies – Nachkommen siehe unten
              3. Arnold, † 1480, geistlich
              4. Walter von Hamal, 1450/1508 bezeugt, Baron de Vierves – Nachkommen: der Reichsgraf von Hamal und die Comtes de Hamal († 1941)

      4. Johann, † 1300, Herr zu Herne und Schalkoven

### Die Marquis de Trazegnies
1. Anselme II de Trazegnies – Vorfahren siehe oben
  1. Jean II, † 1513, Comte d’Autreppes
    1. Jean III, † 1550, Seigneur de Fanuelz, Saint-Vaast etc., niederländischer General und Rat, kaiserlicher Kämmerer, Generalkapitän von Hennegau, Ritter des Ordens vom Goldenen Vlies
      1. Charles I. , † 1578, Baron de Trazegnies
        1. Charles II., † 1635, 1614 Marquis de Trazegnies, Comte d’Autreppe, Vicomte d’Arnemuyden
          1. Gilles-Othon I., † 1669, Marquis de Trazegnies, Gouverneur und Generalkapitän von Artois
            1. Eugène François Charles, † 1688, Marquis de Trazegnies
              1. Gillion Othon Procope, † 1720, Marquis de Trazegnies ; ⚭ Marie Philippine de Croy, † 1737, Tochter von Ferdinand Gaston Lamoral, 5. Duc de Croy (Haus Croy)
              2. Pierre Jean Gérard, † 1730, Marquis de Trazegnies

            2. Albert François, † 1699, 1695 Elekt von Namur
            3. Ferdinand, † 1684, Kanzler der Universität Löwen
            4. Octave Gustave, Comte de Flèchin, Vicomte d’Arnemuyden
              1. Albert Louis Ghislain, † 1710, Comte de Trazegnies
              2. Ferdinand Octave Joseph, † 1748, Comte de Flèchin
                1. Albert Philippe Joseph, Marquis de Bomy

              3. Procope François Dominique, † 1738, Marquis de Trazegnies

            5. Procope
              1. Philippe Ignace Joachim, † 1739, 1738 Marquis de Trazegnies, Comte de Villermont – Nachkommen : die weiteren  Marquis de Trazegnies d'Ittre

  2. Arnould, † vor 1494 ; ⚭ Maria von Burgund, Tochter von Johann Bastard von Burgund (Haus Burgund) und Marie de Halewyn
    1. Jean, Baron de Longueville, Herr zu Arnemuiden
      1. Pierre, † 1557

    2. Gilllion, † vor 1559, zu Stavenisse